# Nealia
Nealia est une entreprise implantée en France, spécialisée en nutrition animale. 
Son siège social est situé à Saint-Martin-sur le Pré (51). 
Nealia est une entreprise de VIVESCIA Industries, associée aux coopératives actionnaires EMC2 et LUZEAL.

## Historique
En 1989, l'usine de Pauvres de la Cadsar, spécialisée dans la fabrication d'aliments pour ruminants est créée.
Au 1er juillet 2008, les sociétés Copam et Cadsar avaient effectué un rapprochement via la création d’une société-mère, Nestal.
En 2009, la SAS Étienne implantée à Dompaire (Vosges), se rapproche de Nestal.
Le 1er juillet 2013, Nestal, filiale des groupes coopératifs Siclaé, Luzeal et InVivo, a fusionné juridiquement ses trois sociétés historiques Cadsar, Copam et SAS Étienne avec effet rétroactif au 1er juillet 2011. À cette occasion, l'entreprise Nestal change d'identité et devient Nealia.
Le 1er janvier 2018, un partenariat industriel avec Sanders Nord-Est, a donné naissance à la société ALIANE. Cette société comprend l’ensemble des sites industriels de Nealia et de Sanders Nord-Est. 

## Produits et clients

### Aliments composés humides
La plate-forme de mélanges semi-humides à Pauvres, créée en 2010, a produit 54 000 tonnes de produits humides en 2011.
Les matières « semi-humides » telles que des « écarts » de pommes de terre, des drêches humides, du son et du gluten de blé ou des coproduits de la raffinerie de blé (moût) sont difficilement valorisables par les transformateurs, qui pouvaient même s’avérer coûteuses à éliminer, permettent de produire un aliment meilleur marché.
Les mélanges peuvent être complétés par de la luzerne fraîche peut également entrer dans les recettes, générant une économie d’énergie conséquente par rapport à de la luzerne séchée.
Les produits semi-humides peuvent se substituer aux fourrages lorsque les éleveurs en manquent.
Ces recettes innovantes généreraient aussi l’appétence des animaux.

## Données économiques
En 2018, la société Nealia compte 103 collaborateurs en France.
En 2019, elle réalise un chiffre d’affaires de 15,7 millions d’euros.